# Ares Tower
Der Ares Tower ist ein Bürohochhaus im 22. Wiener Gemeindebezirk Donaustadt.  Er wurde in den Jahren 1999 bis 2001 nach Plänen von Heinz Neumann im Stadtteil Donau City errichtet. Wie auch bei anderen Bauwerken in der Donau City war eine mythologische Figur namensgebend, in diesem Fall der griechische Kriegsgott Ares.
Das rund 100 Meter hohe Gebäude zählt zu den höchsten Bauwerken Wiens und wurde im Sommer 2001 beinahe zeitgleich mit dem Tech Gate Vienna fertiggestellt. Der Ares Tower verfügt bei einer Bruttogeschoßfläche von 61.000 m² über eine vermietbare Fläche von etwa 40.000 m², verteilt auf 26 Geschoße.
Mit der nachträglichen Aufstellung von Trögen mit hohen Bambuspflanzen wurden die durch das Gebäude für Menschen unangenehm verstärkten Winde am Boden, auf der sogenannten Donauplatte, gedämpft. Bei später errichteten Bauten, wie den DC Towers nebenan, wurden Winde schon bei der Planung berücksichtigt.

## Anerkennungen
- 2002 Diva Award Immobilie des Jahres